# Collégiale Saint-Honoré
Collégiale Saint-Honoré var en kyrkobyggnad i Paris, helgad åt den helige biskopen Honorius av Amiens. Kyrkan var belägen vid Rue Saint-Honoré i första arrondissementet. 

## Historia
Den första kyrkobyggnaden på denna plats uppfördes åren 1204–1209 och var belägen i närheten av Marché aux pourceaux; kyrkan benämndes därför emellanåt Saint-Honoré-aux-Porciaux. År 1579 byggdes kyrkan till och restaurerades.
Collégiale Saint-Honoré dekonsekrerades år 1790 under franska revolutionen och kyrkan och dess kloster såldes som så kallad bien national den 8 februari 1792; kyrkan revs senare samma år. På platsen står i dag Frankrikes kulturministerium.